# Epizoanthus similis
Epizoanthus similis är en korallart som beskrevs av Oscar Henrik Carlgren 1938. Epizoanthus similis ingår i släktet Epizoanthus och familjen Epizoanthidae. Inga underarter finns listade i Catalogue of Life.